# Santa Cruz, Viesca
Santa Cruz är en ort i Mexiko.   Den ligger i kommunen Viesca och delstaten Coahuila, i den centrala delen av landet, 800 km nordväst om huvudstaden Mexico City. Santa Cruz ligger 1 156 meter över havet och antalet invånare är 134.
Terrängen runt Santa Cruz är kuperad åt sydväst, men åt nordost är den platt. Runt Santa Cruz är det mycket glesbefolkat, med 3 invånare per kvadratkilometer. Närmaste större samhälle är San Pedro, 16,9 km norr om Santa Cruz. Omgivningarna runt Santa Cruz är i huvudsak ett öppet busklandskap.